# Mikuláš Farbula
Mikuláš Farbula (6. listopadu 1923 – květen 1993) byl slovenský fotbalový útočník.

## Hráčská kariéra
V československé lize hrál v sezoně 1950 za Dynamo ČSD Košice, aniž by skóroval.

### Prvoligová bilance
| Ročník         | Zápasy | Góly | Minuty | Klub              |
| -------------- | ------ | ---- | ------ | ----------------- |
| I. liga 1950   | –      | 0    | –      | Lokomotíva Košice |
| CELKEM I. LIGA | –      | 0    | –      |                   |